# Малоклыковский сельсовет
Малоклыковский сельсовет (Мало-Клыковский, тат. Кече Кылык авыл советы, Keçe Qılıq awıl sovetı) — административно-территориальная единица в Казанской губернии и Татарской АССР.
Административный центр — Малые Клыки.

## История
Малоклыковский сельсовет был образован 27 марта 1918 года в составе Воскресенской волости Казанского уезда той же губернии. С 1920 года в составе той же волости Арского кантона Татарской АССР.
После её упразднения в 1927 году вошёл в состав Казанского района; в том же году в его состав был включён Большеклыковский сельсовет.
После разукрупнения Казанского района в 1938 году в составе Столбищенского района.
В 1953 году в состав сельсовета был включён Азинский сельсовет.
На 1956 год в состав сельсовета входили Малые Клыки, Большие Клыки, Азино, Троицкая Нокса и посёлок Водоканала. В 1958 году последние три населённых пункта были присоединены к Казани.
В 1959 году сельсовет был перечислен в состав Лаишевского района, и вскоре после этого упразднён, населённые пункты вошли в состав Константиновского сельсовета.

## Население
Население сельсовета составляло 587 чел. в 1923 году, 1181 чел. в 1927 году.

## Колхозы
В 1949 году на территории сельсовета действовало 2 колхоза:
- «Память Ленина» (Малые Клыки),
- «Красный партизан» (Большие Клыки).[9]

К 1956 году существовал только первый.